# Lou Dalfin
Lou Dalfin (с окс. — «Дельфин») — фолк-рок-группа из окситаноязычной части Пьемонта, Италия, один из флагманов возрождения традиционной музыки Окситании.
Группу Lou Dalfin создал в начале 1980-х гг. музыкант, мастер колёсной лиры Серджио Берардо. С самого начала группа ориентировалась на музыкальную культуру приграничного с Францией региона Пьемонта, известного как Valadas Occitanas («окситанские долины»), где относительно хорошо, сравнивая с Францией, сохранились окситанский язык (провансальский диалект) и традиционная культура. С конца 1980-х популярность группы начала стремительно идти вверх, она вырвалась с узкоместной сцены и с успехом выступила на итальянских фолк-фестивалях  . Lou Dalfin успешно выступал на музыкальных площадках в Италии и за её пределами (в том числе во французской Окситании), а альбом L’oste del diau  получил премию Targa tenco, «лучший альбом на диалекте» (под «диалектом» премия подразумевает альбом выпущенный в Италии на местном языке, не стандартном итальянском, язык песен Lou Dalfin – провансальский, и ни в коем случае как диалект итальянского рассматриваться не может). В этом альбоме, как впрочем и в ряде других, Серджио Берардо и его товарищи не просто сращивают традиционные окситанские мелодии и популярные ритмы, но и обращаются к тематике трагического прошлого Окситании и её принудительной ассимиляции. Многие выступления группы проходят под окситанской символикой – пурпурным знаменем с так называемым «окситанским крестом» (символом, происходящим от фамильного герба графов Тулузы).